# Муравчик, Борис Николаевич
Борис Николаевич Муравчик (1913—1998) — советский партийный деятель, первый секретарь Смоленского горкома КПСС в 1961—1973 годах.

## Биография
Борис Николаевич Муравчик родился 26 марта 1913 года в Черниговской губернии. Окончил техникум путей сообщения, после чего работал на железных дорогах. В послевоенные годы окончил Московский электромеханический институт железнодорожного транспорта и Московскую академию железнодорожного транспорта.
С 1960 года — на партийной работе в Смоленске. Работал заведующим промышленно-транспортного отдела Смоленского обкома КПСС, а в 1961 году был избран первым секретарём Смоленского городского комитета КПСС. За время его руководства городом было построено около двух десятков предприятий, два водозабора, реконструированы многие важные объекты жизнедеятельности города, активно велось жилищное и социально-бытовое строительство.
Ушёл со своего поста в 1973 году. Проживал в Смоленске. Умер в 1998 году, похоронен на Братском кладбище Смоленска.
Был награждён двумя орденами Трудового Красного Знамени и рядом медалей.